# Ymare
Ymare település Franciaországban, Seine-Maritime megyében. Lakosainak száma 1228 fő (2022. január 1.). Ymare Alizay, Igoville, Les Authieux-sur-le-Port-Saint-Ouen, Gouy, Quévreville-la-Poterie és Saint-Aubin-Celloville községekkel határos.

## Népesség
A település népessége az elmúlt években az alábbi módon változott:
| Lakosok száma | 1158 | 1162 | 1179 | 1154 | 1152 | 1151 | 1182 | 1212 | 1228 |
|               | 2013 | 2015 | 2016 | 2017 | 2018 | 2019 | 2020 | 2021 | 2022 |